# Ano Internacional das Línguas Indígenas
O ano internacional das linguas indígenas foi celebrado em 2019, por decisão da Assembleia Geral das Nações Unidas, com o objetivo de aumentar a conscientização sobre a necessidade urgente de preservar, revitalizar e promover as línguas indígenas em todo o mundo.
Existem cerca de 6.000-7.000 idiomas no mundo hoje. Cerca de 97% da população mundial fala apenas 4% desses idiomas, enquanto apenas 3% do mundo falam 96% de todos os idiomas restantes. A grande maioria dessas línguas, faladas principalmente pelos povos indígenas, continuará a desaparecer a um ritmo alarmante. Sem uma medida apropriada para abordar essa questão, a perda adicional de idiomas e sua história, tradições e memória associadas reduziriam consideravelmente a rica diversidade linguística em todo o mundo.
Para os povos indígenas, as línguas não apenas identificam sua origem ou participação em uma comunidade, elas também carregam os valores éticos de seus ancestrais - os sistemas de conhecimento indígena que os tornam, a cada um deles, uma unidade com a terra e são cruciais para sua sobrevivência e para as esperanças e aspirações de sua juventude.